# 2023年荷兰大选
2023年荷兰大选于2023年11月22日举行，目的在于选举荷兰国会二院全体150个议员席位。
本次选举原本定于2025年举行，但由于移民政策问题导致第4届吕特内阁垮台，因此不得不进行提前选举。 时任荷兰首相马克·吕特宣布不再率领政党参加选举并退出政坛。
这次选举的结果被描述为“自二战以来荷兰政坛的最大政治爆冷之一”。 极右翼的自由党成为荷兰国会二院的第一大党， 当时执政的联合政府四个政党均遭受损失。

## 选举背景
2021年荷兰大选产生了第4届吕特内阁；该内阁由自由民主人民党、民主66、基督教民主呼籲与基督教联盟联合组阁并由马克·吕特继续出任荷兰首相。
自2019年以来，荷兰政府有意限制人类对氮循环的影响；其制订的氮法案遭致多个反对党的反对，其中就包括农民-公民运动。该党成立于2019年，并于2021年获得1个议员席位而进入国会二院。农民-公民运动在2023年荷兰省级选举中获胜，这导致执政联盟损失惨重；同时因为国会一院由省议会间接选举产生，所以农民-公民运动在接下来的国会一院选举中继续大胜。 这使得执政联盟未来在荷兰国会通过立法将越发困难。
由于当时的联合执政四党未能就限制因武装冲突所致难民的家庭团聚政策议案上达成一致，联合政府在2023年7月7日宣布总辞职。 第4届吕特内阁由于移民政策问题而在预期的11月选举前提前垮台； 这场争议源于马克·吕特提议收紧对寻求庇护者家庭团聚的限制而旨在减少此前发生的涉及移民中心过度拥挤丑闻后的移民人数。
对吕特提议的内部反对力量主要来自基督教联盟和民主66，这导致谈判最终破裂。 吕特的提议被认为是为转移氮法案所造成分歧而将移民问题作为新的政治焦点。

### 退选议员
2023年7月10日，马克·吕特宣布他不将再次作为自由民主人民党的主要候选人参加选举，同时还宣布他会在新内阁宣誓就职后正式退出政坛。
在本次大选前，还有数位政党或议会领导人宣布不会参与本次选举，这其中就包括民主66的西格莉德·卡阿、基督教民主呼籲的沃普克·胡克斯特拉和彼得·赫尔玛、工党的阿特耶·库肯、改革政治党的基斯·凡·德·史塔吉、思想平衡党的法里德·阿扎尔坎、连接党的西尔法娜·西蒙斯及无党籍的利亚内·登汉和尼鲁佛·京多安等。
此外，赫塞·克拉弗虽然表示他会继续争取连任，但他不会去竞争绿色左派—工党政治联盟的领导候选人。国会二院的议长弗拉·贝尔赫卡姆普也表示不会争取连任。

## 选举制度

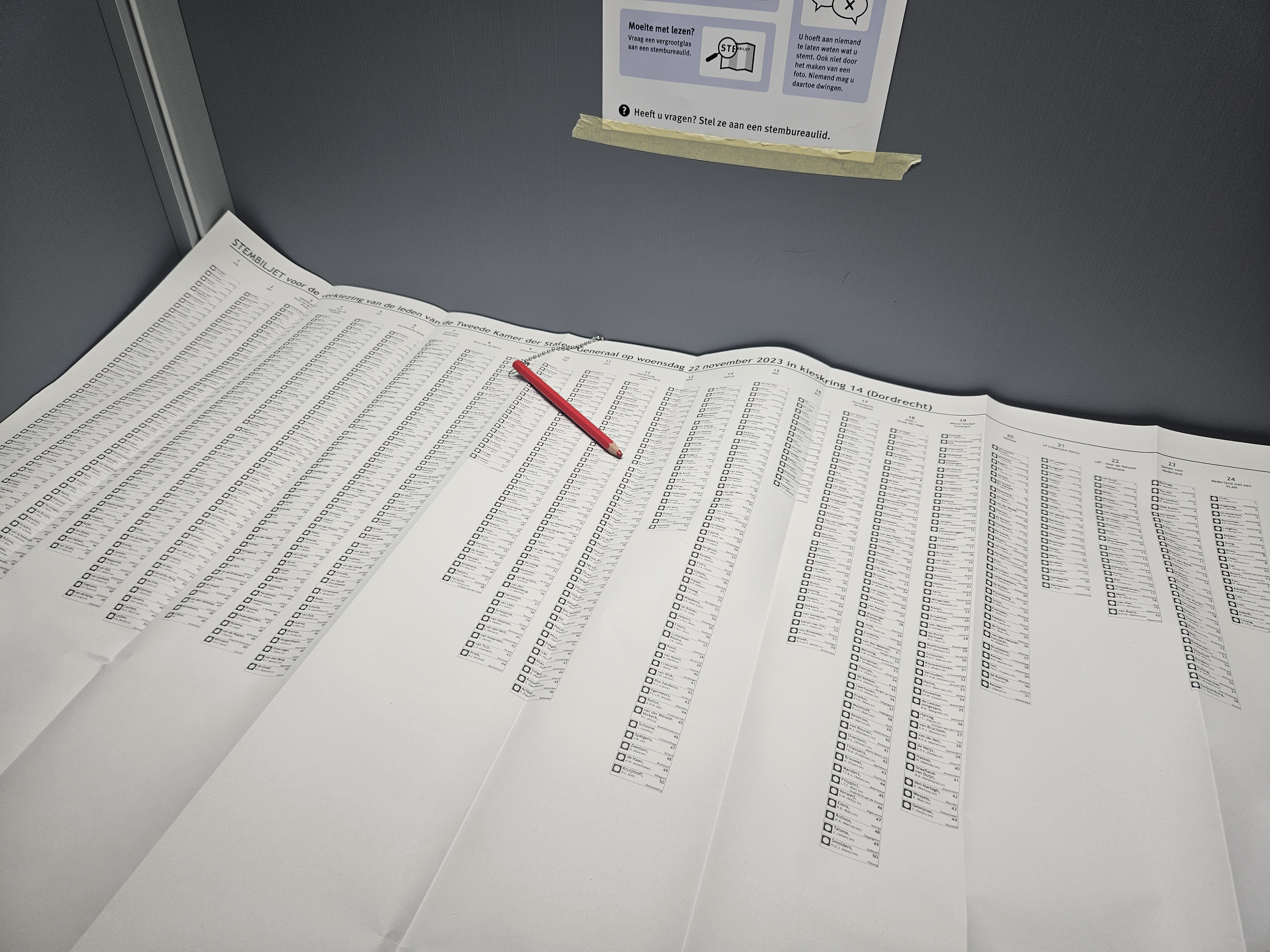
2023年荷兰大选的选票

根据《荷兰选举法令》第C1条、第C2条和第C3条的规定，荷兰国会二院每四年选举一次，除非提前选举。
国会二院全部150个议员席位采取开放名单式比例代表制选举产生。每个政党候选名单的议员席位确定采用汉狄法。每个政党候选名单必须至少获得或超过黑尔配额（即一个完整席位）的票数才有资格参与议员席位分配，因此实际上的选举门槛为总票数的0.67%。

### 出典
1. ↑  . Business Insider Nederland. 全荷通讯社（英语：Algemeen Nederlands Persbureau）. 2023-11-23  [2023-11-25]. （原始内容存档于2023-11-23） （荷兰语）.
2. ↑  . DutchNews. 2023-07-14  [2023-11-25]. （原始内容存档于2023-10-27） （英语）.
3. ↑  . 美联社. 2023-07-14  [2023-11-25]. （原始内容存档于2023-07-15） （英语）.
4. 1 2  Tobias den Hartog; Hans van Soest. . DPG Media B.V. 2023-07-08  [2023-11-25]. （原始内容存档于2023-07-09） （荷兰语）.
5. ↑  . Nederlandse Omroep Stichting. 2023-07-10  [2023-11-26]. （原始内容存档于2023-07-11） （荷兰语）.
6. 1 2  Mike Corder; Raf Casert. . 美联社. 2023-11-23  [2023-11-26]. （原始内容存档于2023-11-22） （英语）.
7. ↑  Bart H. Meijer; Anthony Deutsch. . 路透社. 2023-11-23  [2023-11-26]. （原始内容存档于2023-11-22） （英语）.
8. ↑  Jon Henley; Pjotr Sauer; Senay Boztas. . 卫报. 2023-11-22  [2023-11-26]. （原始内容存档于2023-11-22） （英语）.
9. ↑  . NOS. 2023-11-23  [2023-11-26]. （原始内容存档于2023-11-23） （荷兰语）.
10. ↑  . NOS. 2023-07-07  [2023-11-26]. （原始内容存档于2023-07-15） （荷兰语）.
11. ↑  Jon Henley. . 卫报. 2023-03-16  [2023-11-26]. （原始内容存档于2023-11-23） （英语）.
12. ↑  . NOS. 2023-03-24  [2023-11-26]. （原始内容存档于2023-06-05） （荷兰语）.
13. ↑  . NOS. 2023-07-08  [2023-11-26]. （原始内容存档于2023-07-08） （荷兰语）.
14. ↑  Mike Corder. . 独立报.   [2023-11-26]. （原始内容存档于2023-11-23） （英语）. 2023-11-12
15. ↑  Mausam Jha. . 薄荷报（英语：Mint (newspaper)）. 2023-07-08  [2023-11-26]. （原始内容存档于2023-11-22） （英语）.
16. ↑  . 德干先驱报. 2023-07-09  [2023-11-26]. （原始内容存档于2023-11-23） （英语）.
17. ↑  Cagan Koc. . 时代. 彭博社. 2023-07-10  [2023-11-26]. （原始内容存档于2023-11-16） （英语）.
18. ↑  . NOS. 2023-07-10  [2023-11-26]. （原始内容存档于2023-08-02） （荷兰语）.
19. ↑  Jan Hoedeman; Wouter Peer. . 每日汇报. 2023-08-18  [2023-11-27]. （原始内容存档于2023-08-31） （荷兰语）.
20. ↑  Pim van den Dool. . 新鹿特丹商报. 2023-08-25  [2023-11-27]. （原始内容存档于2023-09-02） （荷兰语）.
21. ↑  Hans van Soest. . 每日汇报. 2023-07-24  [2023-11-27]. （原始内容存档于2023-09-24） （荷兰语）.
22. ↑  . NOS. 2023-07-24  [2023-11-27]. （原始内容存档于2023-09-20） （荷兰语）.
23. ↑  . NOS. 2023-07-13  [2023-11-27]. （原始内容存档于2023-07-13）.
24. ↑  . NOS. 2023-08-23  [2023-11-27]. （原始内容存档于2023-09-09） （荷兰语）.
25. ↑  . RTL荷兰. 2023-08-24  [2023-11-27]. （原始内容存档于2023-08-27） （荷兰语）.
26. ↑   (PDF). 荷兰选举委员会（英语：Kiesraad）. 荷兰政府: 3. 2014-01-23  [2023-11-27]. （原始内容存档 (PDF)于2024-05-11） （英语）.
27. ↑  . 荷兰选举委员会（英语：Kiesraad）.   [2023-11-27]. （原始内容存档于2023-07-09） （荷兰语）.